# Magistralni put 30
Die Magistralni put 30 ist eine Bundesstraße in Serbien. Sie beginnt in Ivanjica und führt in östlicher Richtung nach Ušće.